# Ібрагім Каргбо-молодший
Ібрагім Каргбо-молодший (фр. Ibrahim Kargbo Jr., нар. 3 січня 2000, Фрітаун, Сьєрра-Леоне) — бельгійський футболіст сьєрра-леонського походження, нападник «Дніпра» (Могильов).

## Клубна кар'єра
Ібрагім Каргбо-молодший народився у футбольній родині. Його батько — відомий гравець збірної Сьєрра-Леоне Ібрагім Каргбо, який за свою кар'єру пограв у багатьох клубах Нідерландів, Бельгії, Азербайджану, Португалії та Англії.
У віці восьми років Каргбо-молодший разом із родиною переїхав до Бельгії, де почав займатися у школі «Беєрсхота». Згодом, також через переїзд родини, був прийнятий до школи англійського «Редінга», а завершував своє футбольне навчання в академії «Крістал Пелес».
У січні 2018 року, у день святкування 18-річчя, підписав перший професійний контракт із бельгійським клубом «Руселаре». За свою першу «дорослу» команду Ібрагім провів у другому дивізіоні 13 матчів.
Наприкінці серпня 2019 року «Руселаре» відправив нападника в оренду до клубу «Льєрс Кемпензонен», що виступав у третьому дивізіоні, за який Каргбо-молодший зіграв 10 матчів та забив два м'ячі. 17 листопада футболіст «за сімейними обставинами» покинув «Льєрс» і повернувся до «Руселаре», а вже наступного дня за обопільною згодою розірвав контракт і з цим клубом.
3 грудня 2019 року після нетривалого перегляду підписав контракт на 3,5 роки із «Динамо» (Київ), ставши першим бельгійським гравцем в історії «біло-синіх». Каргбо брав участь у товариських матчах киян на зимових зборах у Туреччині. Під час одного з таких матчів, проти «Кайрата», Ібрагім отримав травму в епізоді, коли забивав свій другий гол у грі. До того ж Ібрагім не міг бути заявлений за команду в чемпіонаті у зв'язку з тим, що він виступав уже за два клуби протягом поточного сезону. Але в червні ФІФА у зв'язку із зсувом термінів сезону 2019/20 тимчасово дозволила футболістам реєструватися у трьох клубах протягом сезону. В результаті Каргбо дебютував у футболці киян 17 червня, вийшовши на поле в півфіналі Кубка України з «Минаєм». За рахунку 2:0 на користь «Динамо» бельгієць на 60-й хвилині замінив Франа Соля. Однак бельгієць не закріпився в команді, вийшовши на поле ще двічі у чемпіонаті до завершення сезону. В дебютній грі у стартовому складі 28 червня проти «Десни» (2:3), при рахунку 1:1, відзначився автоголом на 26-й хвилині гри.
В результаті у серпні 2020 року його віддали в оренду донецькому «Олімпіку». Там Каргбо став основним гравцем, провівши у футболці донеччан 21 поєдинок в усіх турнірх, у яких відзначився 3 голами. 25 квітня 2021 року у матчі чемпіонату проти «Зорі» (2:1) Каргбо отримав дуже серйозну травму після зіткнення з воротарем суперників Ніколою Васілем, через що у бельгійця неприродьно вигнулася нога, а боснійський воротар був вилученимй. З футбольного поля гравця забрали відразу у лікарню, де на нього чекала операція та тривале відновлення. Вже після матчу стало відомо, що у Каргбо перелом великої та малої гомілкової кістки. В результаті за «Олімпік» він більше не зіграв і надалі не зміг повернутись на свій колишній рівень.
У січні 2022 року Каргбо був відданий в оренду словенському клубу Першої ліги «Целє», однак не зігравши жодного матчу, контракт було розірвано лише через місяць. Згодом у серпні 2022 року нападник скористався спеціальним правом FIFA для легіонерів українських клубів, що дає змогу призупинити дію контракту на один рік і відправився в оренду до кіпрського клубу «Докса Катокопіас». Після півсезону на Кіпрі, де він провів сім матчів у чемпіонаті, Ібрагім розірвав контракт з «Динамо» за обопільною згодою і повернувся до Словенії та підписав постійну угоду з «Целє».
У другій половині 2023 року виступав за клуб другого хорватського дивізіону «Солін», а на початку 2024 року перейшов у могильовський «Дніпро».

## Виступи за збірні
Каргбо-молодший викликався до юнацьких збірних Бельгії. Зі збірною Бельгії U-19 брав участь у кваліфікації на юнацьке Євро-2019, яку бельгійці не зуміли пройти.

## Досягнення
- Володар Кубка України: 2019/20.